# Liste der südafrikanischen Botschafter in Spanien
Die Botschaft befindet sich im Edificio Lista, Calle de Claudio Coello 91 in Madrid.
Der Botschafter in Madrid ist auch in Andorra und Tindouf (Algerien) akkreditiert.
| Ernennung Akkreditierung | Botschafter                      | Bemerkung | Regierung in Südafrika      | akkreditiert während der Regierung | Posten verlassen |
| ------------------------ | -------------------------------- | --- | --------------------------- | ---------------------------------- | ---------------- |
| 28. Sep. 1951            | Stephan Francois du Toit         | Botschafter Sitz in Lissabon, 1. Juni 1957 bis 30. Mai 1958: Botschafter in Rom                                                                | Daniel François Malan       | Francisco Franco                   | 31. März 1957    |
| 1. Juli 1957             | Robert Harrower Coaton           | 17. Juli 1965 bis 12. August 1970: Botschafter in Buenos Aires                                                                                 | Johannes Gerhardus Strijdom | Francisco Franco                   | 8. Juni 1960     |
| 6. Sep. 1965             | Anthony Albert Mordaunt Hamilton | | Hendrik Frensch Verwoerd    | Francisco Franco                   | 3. Dez. 1968     |
| 15. Apr. 1969            | Johan Christiaan Holm Maree      | 4. Mai 1954 bis 10. Dezember 1957: Botschafter in Athen, 29. Dez. 1960: Botschafter in Buenos Aires, 24. Juni 1965: Botschafter in Wellington, | Balthazar Johannes Vorster  | Francisco Franco                   |                  |
| 2. Dez. 1972             | Cornelius Hendrik Taljaard       | 09\|1965-02\|01\|1969: Botschafter in Stockholm                                                                                                | Balthazar Johannes Vorster  | Francisco Franco                   |                  |
| 17. März 1978            | Albertus Lambertus Hattingh      | [ 2 ] | Pieter Willem Botha         | Adolfo Suárez                      |                  |
| 31. Juli 1982            | Christoffel Caesar Prins         | 26. Mai 1986: Botschafter in Taipeh, 1996: Botschafter in Tokio                                                                                | Pieter Willem Botha         | Leopoldo Calvo-Sotelo              | 17. Jan. 1986    |
| 7. Apr. 1989             | Frederich Gustav Conradie        | 7. Januar 1975 Generalkonsul in Hong Kong, 1. Januar 1981: Ambassador Brasilia                                                                 | Frederik Willem de Klerk    | Felipe González                    | 1992             |
| 1994                     | Awie Joahannes Marais            | 1992–1993 Sprecher des Außenministeriums und Pik Bothas Privatsekretär                                                                         | Nelson Mandela              | Felipe González                    | 1996             |
| 3. Feb. 1998             | Richard Ernest Van Der Ross      | (* 17. November 1921 in Plumstead in Kapstadt 1923; † 2002)                                                                                    | Nelson Mandela              | José María Aznar                   | 2002             |
| 2003                     | Gert Johannes Grobler            | Botschafter in Tokio, 13. März 2012: Botschafter in Madagascar                                                                                 | Thabo Mbeki                 | José María Aznar                   | 1. Mai 2005      |
| 19. Apr. 2007            | Vusi Bruce Koloane               | 2003: Generalkonsul in Shanghai, anschließend Geschäftsträger in Peking.                                                                       | Thabo Mbeki                 | José Luis Rodríguez Zapatero       | 2010             |
| 17. Mai 2011             | Fikile Sylvia Magubane           | [ 7 ] | Jacob Zuma                  | José Luis Rodríguez Zapatero       |                  |